# Faguetia
Faguetia é um género botânico pertencente à família Anacardiaceae.